# Pithyotettix falkovitshi
Pithyotettix falkovitshi är en insektsart som beskrevs av Alexander Fyodorovich Emeljanov 1966. Pithyotettix falkovitshi ingår i släktet Pithyotettix och familjen dvärgstritar. Inga underarter finns listade i Catalogue of Life.